# Pardosa credula
Pardosa credula är en spindelart som först beskrevs av O. Pickard-Cambridge 1885.  Pardosa credula ingår i släktet Pardosa och familjen vargspindlar. Inga underarter finns listade i Catalogue of Life.